# Convair B-36 Peacemaker
Convair B-36 byl americký těžký strategický bombardér. Dostal neoficiální jméno Peacemaker (mírotvůrce). Prototyp XB-36 vzlétl v srpnu 1946. V roce 1949 stroje obdrželo United States Air Force a  roku 1951 byly zařazeny do řadové služby. V roce 1955 začala jejich modernizace (např. přidání proudových motorů). I přesto stroje rychle zastarávaly a v roce 1959 byl vyřazen poslední z nich. B-36 nikdy nebyl bojově nasazen. Čtyři exempláře B-36 se dochovaly, včetně posledního vyrobeného bombardéru Convair B-36J-75-CF Peacemaker.
Dva exempláře byly také použity při experimentech programu atomového letounu, kdy na jejich palubu byl umístěn funkční jaderný reaktor o výkonu 1 MW. Tento program byl zastaven a zrušen v roce 1958.
Jeden z další experimentů bylo to, že měl stroj ve své pumovnici nést parazitní stíhačku XF-85 Goblin, která byla v případě napadení vypuštěna a po splnění úkolu by se vrátila zpět na palubu bombardéru; pokusy se prováděly na stroji B-29 Superfortress, ale Goblin se neosvědčil a tak byla vybrána náhrada F-84 Thunderjet v podobě projektu FICON (FIghter CONveyor – přepravník stíhaček). První B-36 s Thunderjetem na palubě vzlétl v roce 1952; mezitím byla funkce stíhačky změněna na průzkumný letoun, projekt ale roku 1959 skončil.
Vznikla též snaha o konkurenci pro B-52 Stratofortress označená jako YB-60.

## Vznik a vývoj

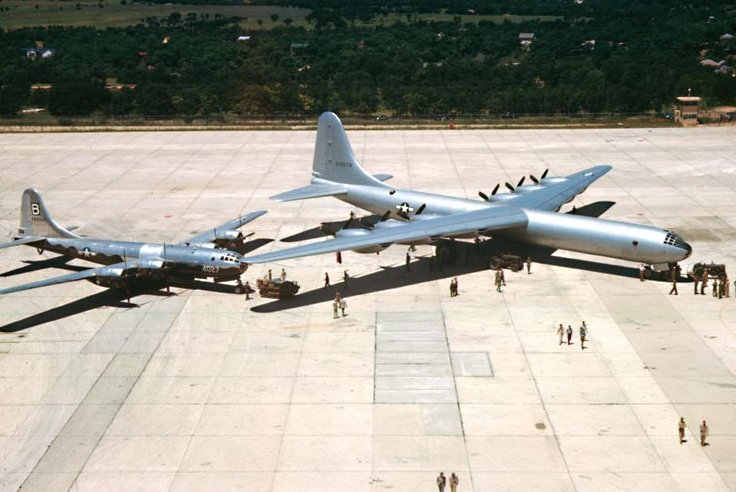
XB-36 vedle B-29

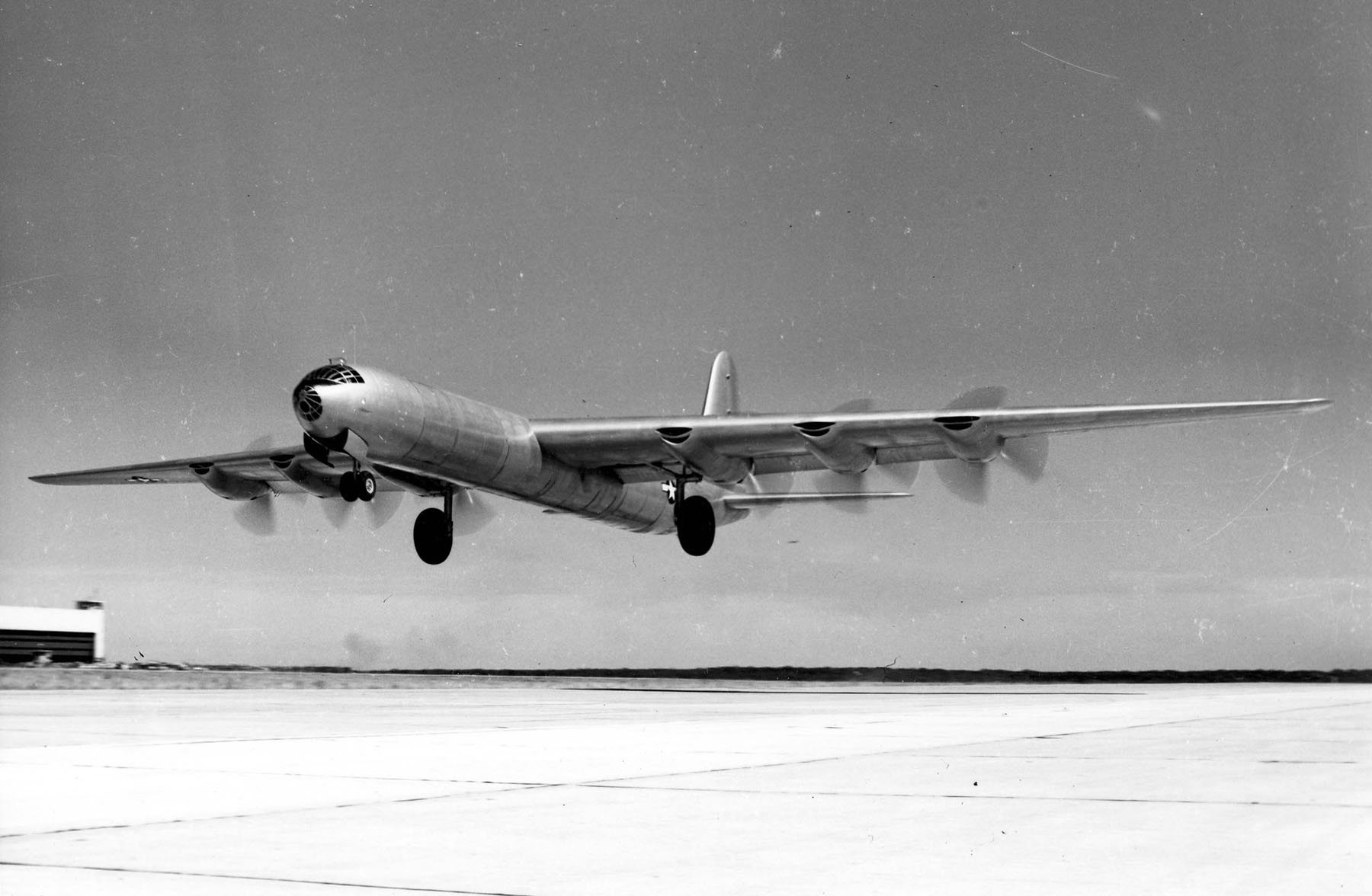
Vzlet XB-36. Místo čtyřkolového podvozku má jen dvě obří pneumatiky.

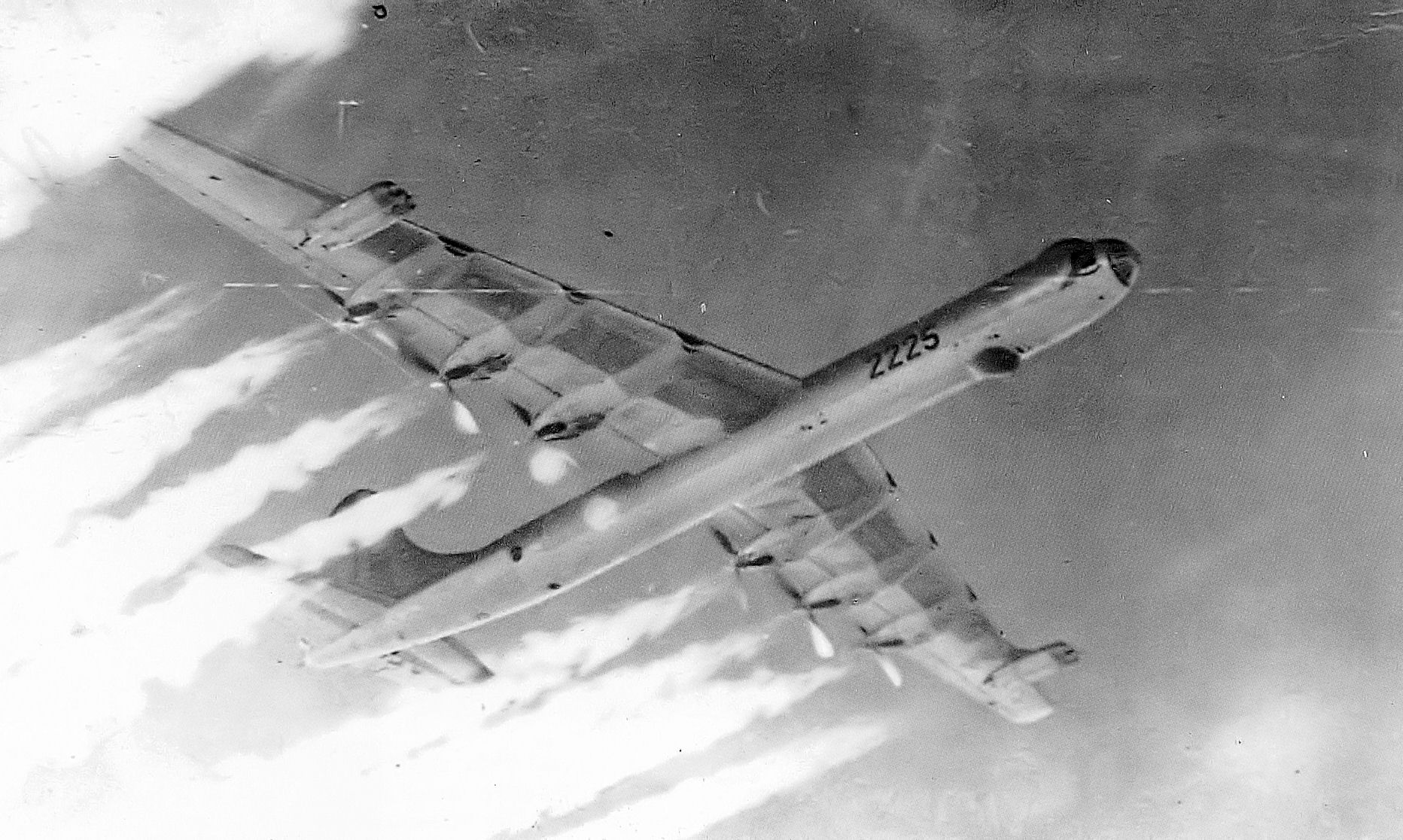
B36-J (s.č. 52-2225) v roce 1955 s pohonem všech deseti motorů

Geneze vývoje B-36 se dá datovat do první poloviny roku 1941, tedy ještě před vstupem USA do druhé světové války. V té době se zdálo, že pád Velké Británie je velmi reálný a to by znamenalo konec úvahám o začátku strategického bombardování Německa. Proto byl potřeba nový druh bombardérů. Takových, které by byly schopny startovat přímo z území Spojených států a bombardovat cíle v okupované Evropě. United States Army Air Corps (předchůdce USAF) zahájily 11. dubna 1941 soutěž na konstrukci bombardéru s velmi dlouhým doletem. Letadlo mělo dosahovat maximální rychlost 720 km/h, cestovní rychlost 443 km/h, mělo mít dostup 14 000 m a dolet nejméně 19 000 km ve výšce 7 600 metrů. Tyto požadavky byly ale pro vývoj v krátkém čase příliš vysoké, takže 19. srpna 1941 byly zredukovány na dolet nejméně 16 000 km, bojový dolet 6 400 km se 4 500 kg nákladem bomb cestovní rychlosti mezi 380 až 480 km/h a dostupem 12 200 m.
Poté, co Studená válka nabrala na obrátkách Berlínskou blokádou v roce 1948 a prvním atmosférickým testům sovětské jaderné bomby v roce 1949, hledali američtí vojenští stratégové bombardéry schopné doručit velké a těžké jaderné pumy první generace. B-36 bylo tehdy jediné americké letadlo schopné takové bomby dopravit z letišť na americké půdě na cíle v Sovětském svazu.
Koncepce B-36 byla sice již od počátku zastaralá – tedy letadlo poháněné pístovými motory ve věku proudových stíhacích letounů – ale jeho „proudový soupeř“ B-47 Stratojet, který se stal operačně využitelným až v roce 1953, neměl ani schopnost doletu ze základen v Severní Americe na cíle v SSSR a ani nebyl schopen nést tehdejší obrovskou vodíkovou bombu. Tohoto nebyly schopny ani další dva bombardéry těch dob s pístovými motory, B-29 a B-50. Mezikontinentální balistické rakety se staly strašákem doby až v 60. letech. Dokud se B-52 Stratofortress ke konci 50. let nedostal do výzbroje, byl B-36 Peacemaker jediným skutečným mezikontinentálním bombardérem a páteří Strategic Air Command (velení strategických vzdušných sil).
Poté, co se generál Curtis Le May stal velitelem Strategic Air Command, přeměnil intenzivním tréninkem a vývojem jednotky vybavené B-36 v efektivní síly pro jaderné bombardování a vytvořil tak srdce SAC. B-36 mohlo nést více než čtyřikrát víc nákladu než B-29, dokonce více než B-52. B-36 byl sice pomalý a nemohl dotankovat palivo ve vzduchu, ale mohl létat na cíle ve vzdálenosti 5 500 km a setrvat ve vzduchu 40 hodin. A ještě měl jiné eso v rukávu: létal ve velmi vysokých výškách, což bylo možné díky velké nosné ploše. To ho chránilo před všemi stíhačkami té doby, poháněnými pístovým motorem, dokonce i před prvními proudovými stíhačkami.
Navzdory všem pozitivům byl B-36 náročný na obsluhu, v prvních letech služby náchylný na katastrofální požáry motorů a jiné nákladné poruchy. Toto vše opravňovalo jeho kritiky mluvit o něm jako „mnohamiliardovém trapasu“. Hlavně Námořnictvo Spojených států projekt považovalo za nákladný omyl, odvracející Kongresové financování a zájem od námořního letectva, letadlových lodí obecně a hlavně od námořních jaderných bombardérů schopných startu z letadlových lodí. V roce 1947 námořnictvo zaútočilo na projekt financování B-36, které podle nich nesplňovalo podmínky stanovené Pentagonem. Námořnictvo věřilo, že převaha letadlových lodí v Pacifiku během druhé světové války se ukázala jako rozhodující i pro budoucí možné válečné konflikty. Proto námořnictvo navrhlo letadlovou loď USS United States, jakousi „superletadlovou loď“, která by byla schopna vyslat velké skupiny taktických či jaderných bombardérů. Proto tlačili k přesměrování financování projektu B-36 na United States. Vzdušné síly ale projekt B-36 obhájily a projekt United States byl definitivně zrušen ministrem obrany Louisem Johnsonem. Několik vysokých funkcionářů námořnictva zpochybňovalo rozhodnutí vlády, poukazujíce na střet zájmů kvůli někdejší Johnsonové pozici ve vedení společnosti Convair.
Tento rozruch a také význačná míra použití letadlových lodí během Korejské války mělo za výsledek návrh a objednávku letadlových lodí třídy Forrestal, jejichž velikost byla srovnatelná s navrhovanou United States. Jejich návrh ale směřoval ke komplexnějšímu využití těchto kapacit, a to pro stíhací, útočná a průzkumná letadla, letadla pro elektronický boj, letadla včasného varování a protiponorkové letouny. Ve stejné době byly strategické bombardéry rovněž považovány za stejně důležité pro národní obranu a ve výsledku se obě velení už nikdy nedostala do sporu o stejné finance z rozpočtu.

## Konstrukce

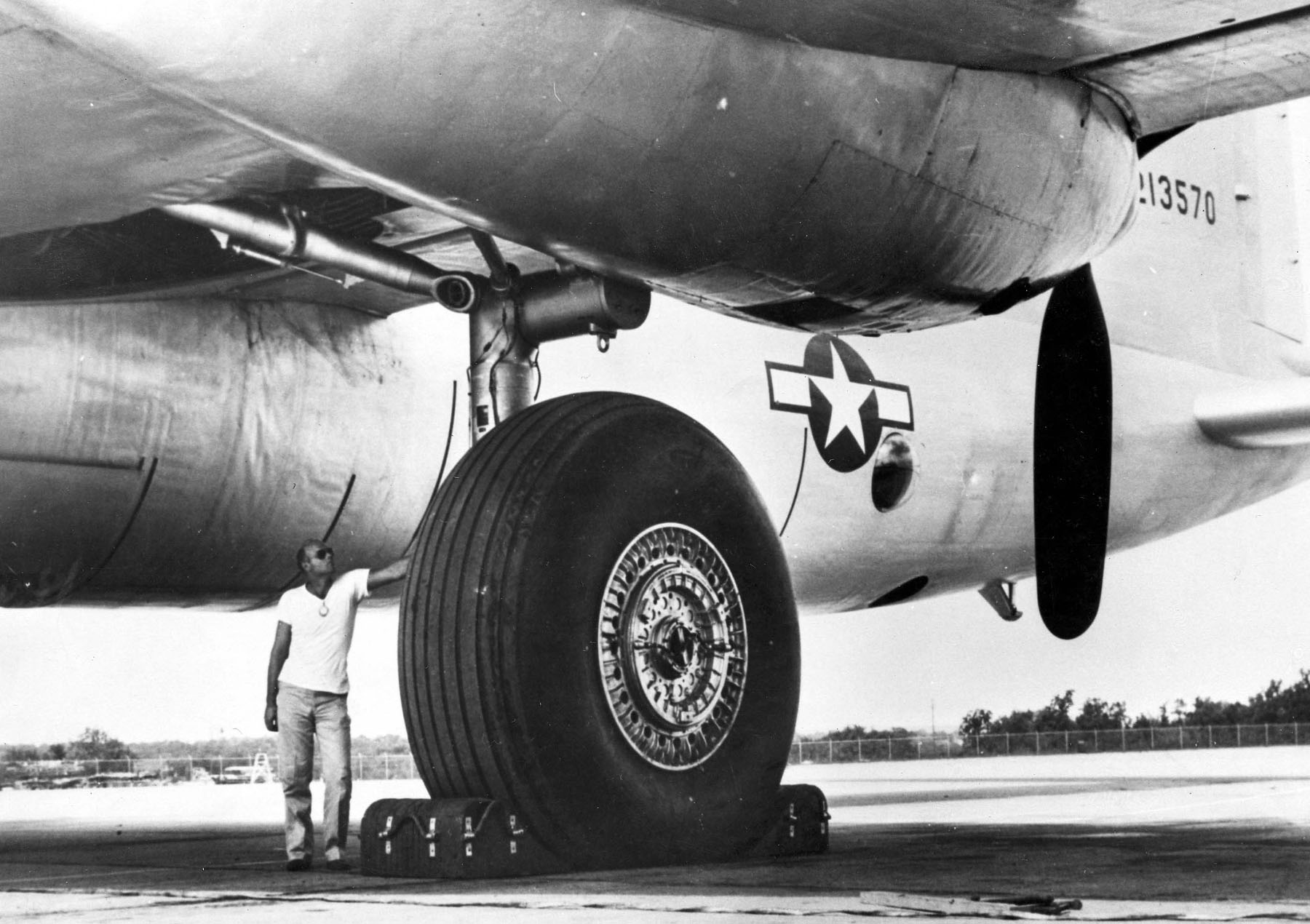
Původní podvozek

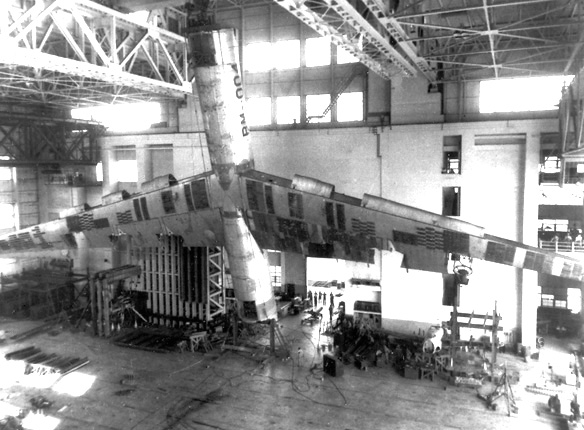
Testování strukturální pevnosti trupu B-36

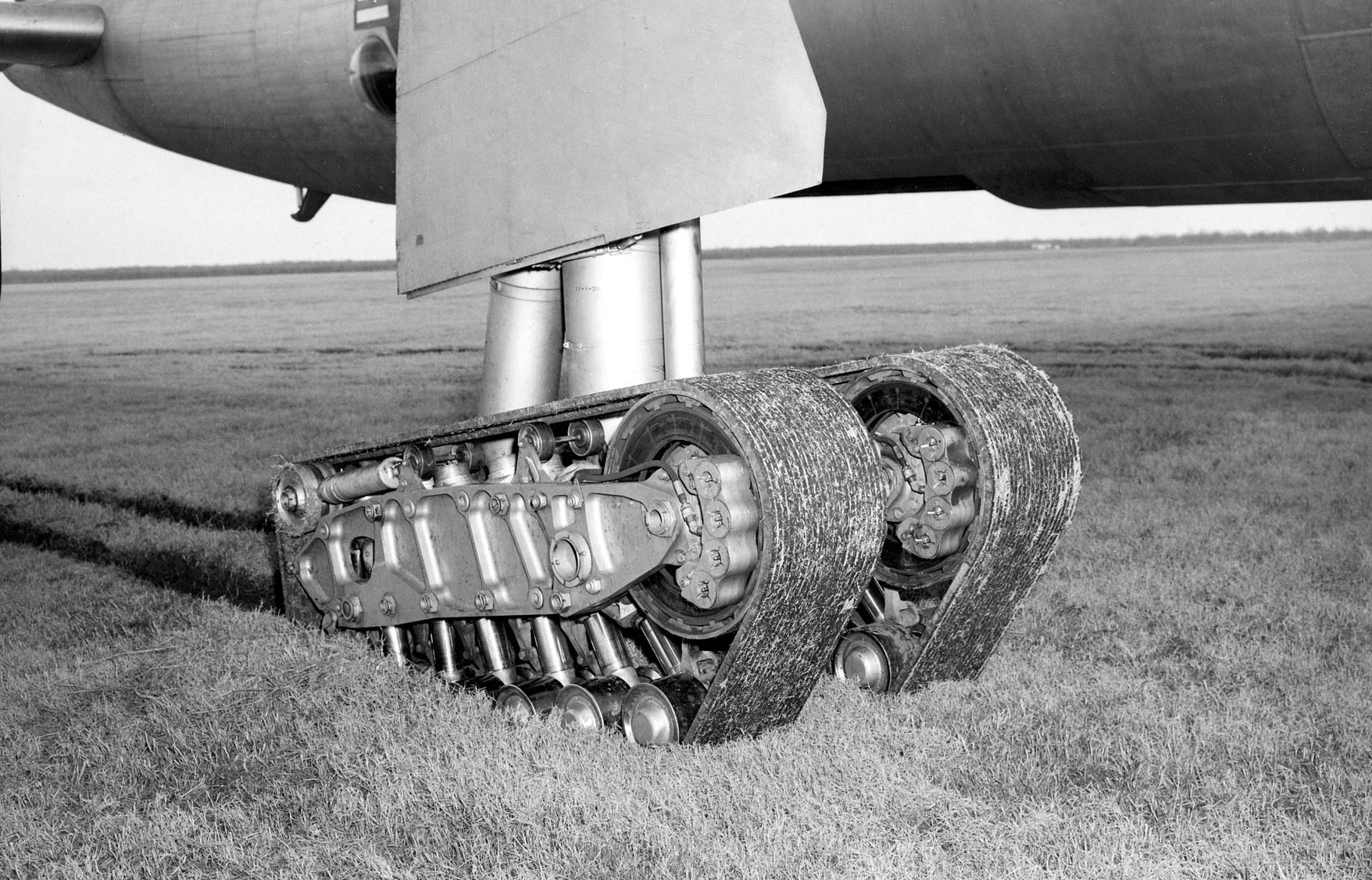
Pokusný pásový podvozek

Protože obsazení Velké Británie by znemožnilo využívat tamní základny k náletům na Německo, americké bombardéry by musely startovat přímo z území USA. To by vyžadovalo bojový dolet nejméně 9 200 km. Proto velení United States Army Air Corps hledalo vhodné řešení. Ze soutěže z 11. dubna 1941 tedy vzešel koncept B-36 od Consolidated Vultee Aircraft Corporation (později Convair). I když potřeba bombardování Německa ze Severní Ameriky nakonec nikdy nevyvstala, projekt i tak zrušen nebyl, protože B-36 mohl sehrát důležitou roli na bojišti v Pacifiku.
Z B-36 se stalo letadlo skutečně obřích rozměrů, bylo o dvě třetiny delší než předchozí superbombardér B-29. Rozpětí a výška B-36 překonaly Antonov An-22, největší sériově vyráběné letadlo s vrtulovým pohonem. Pouze se zrodem Boeingu 747 a C-5 Galaxy, které byly navrženy o dvě desetiletí později, se stala letadla schopná unést těžší náklad než B-36 skutečností.
Křídla B-36 jsou velká i ve srovnání s letadly dnešní doby, překonávajíce dokonce i rozměr křídel C-5 Galaxy. To umožňovalo B-36 nést dostatečnou zásobu paliva na překonání velkých vzdáleností bez nutnosti tankování. Plocha křídla umožňovala výstup do takové operační výšky, kterou nebyly schopny dosáhnout žádné vrtulové ani proudové stíhací letouny té doby. Všechny B-36 byly schopny letět ve výškách nad 12 000 m. V letových denících posádek se často objevovaly zápisy o simulovaných náletech na města v USA z výšky téměř 15 000 m.
Velká plocha křídla a možnost startu proudových motorů daly B-36 velký prostor mezi bodem ztráty rychlosti a maximální rychlostí v těchto výškách. To dělalo z B-36 lépe ovladatelné letadlo ve velké výšce než proudové stíhací letouny USAF té doby, které buď nemohly do výšky 12 000 m vůbec vystoupat a pokud i mohly, tak při manévrování rychle ztrácely rychlost.
Samotný pohonný systém B-36 z něho dělal velmi neobvyklé letadlo. Všechny B-36 měly šest pístových motorů s hvězdicovým uspořádáním válců Pratt & Whitney R-4360 Wasp Major. Přestože všech šest R-4360 dodávalo výkon 18 000 koňských sil (13,4 MW), první B-36 byly pomalé a potřebovaly dlouhou vzletovou dráhu. Situace se zlepšila až příchodem nové verze motoru s výkonem 3 800 koňských sil. Každý motor poháněl obrovskou třílistou tlačnou vrtuli o průměru 5,8 metru.
Od verze B-36D byl na každé křídlo instalovaný pár proudových motorů General Electric J47-19. Ty byly zpětně instalovány i na verzi B-36B. Tak se stal z B-36 desetimotorový stroj, což nemělo žádné jiné sériově vyráběné letadlo. Tyto čtyři proudové motory výrazně zkvalitnily podmínky při startu. Během letu k cíli byly tyto motory vypnuty kvůli ušetření paliva.
B-36 měla 15člennou posádku. Tak jako v případě B-29, byla i zde přetlaková kabina spojena se zádí pomocí přetlakového tunelu nad pumovnicí. Posádka se tunelem přesouvala pomocí kladky zavěšené na laně.
Prototyp XB-36 měl jednokolový hlavní podvozek, jehož pneumatiky byly do té doby největší vyrobené – s průměrem 2,7 m, 1 m široké a vážily 600 kg. Bylo na nich použito tolik gumy, že by se z ní daly vyrobit pneumatiky pro 60 osobních automobilů. Tyto pneumatiky vytvářely tak vysoký tlak na jednotku plochy, že XB-36 mohl přistávat pouze na třech leteckých základnách USAF. Proto byl brzy vyměněn za čtyřkolový.

### Výzbroj

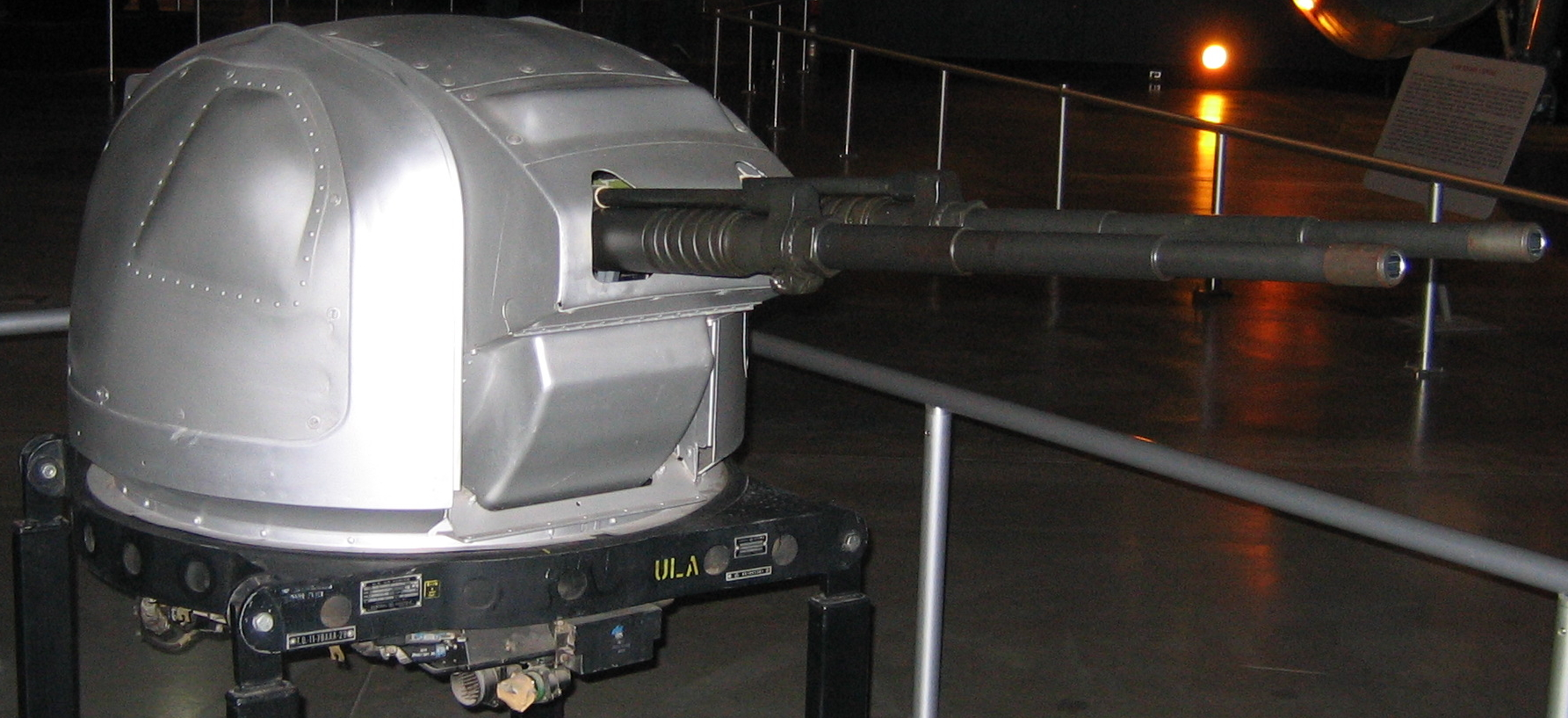
Spodní nebo vrchní obranná věž s dvojicí 20mm kanónů

Čtyři pumovnice dohromady pojaly téměř 39 000 kg nákladu bomb, více než 10-násobek toho, co B-17 Flying Fortress. B-36 nebyla vyvíjena jako nosič jaderných zbraní, neboť v době vývoje letadla byly tyto předmětem přísného utajení a o způsobu jejich přepravy se jen muselo rozhodnout. Přesto se z B-36 stal bombardér pro jejich nošení okamžitě po uvedení do služby. Ve všech ohledech kromě rychlosti byla B-36 lepší než její sovětský protějšek Tupolev Tu-95 uveden do služby v roce 1956. Než se dostal do výroby bombardér B-52, byla B-36 jediným letadlem schopným nést vodíkovou bombu Mark-17 první generace, která byla 7,5 metru dlouhá, měla průměr 1,5 metru a vážila 19 000 kg.
Obrannou výzbroj tvořilo šest dálkově ovládaných vysouvatelných střeleckých věží, pevná nosní a ocasní věž. Každá z nich byla vyzbrojena dvěma 20mm kanóny, což bylo dohromady 16 kanónů. To dělalo z B-36 bombardér s největší obrannou výzbrojí.

## Výroba
| Verze  | Vyrobeno |
| ------ | -------- |
| XB-36  | 1        |
| YB-36  | 1        |
| B-36A  | 22       |
| XC-99  | 1        |
| B-36B  | 62       |
| B-36D  | 26       |
| RB-36D | 24       |
| B-36F  | 34       |
| RB-36F | 24       |
| B-36H  | 83       |
| RB-36H | 73       |
| B-36J  | 33       |
| YB-60  | 2        |
| Celkem | 385      |

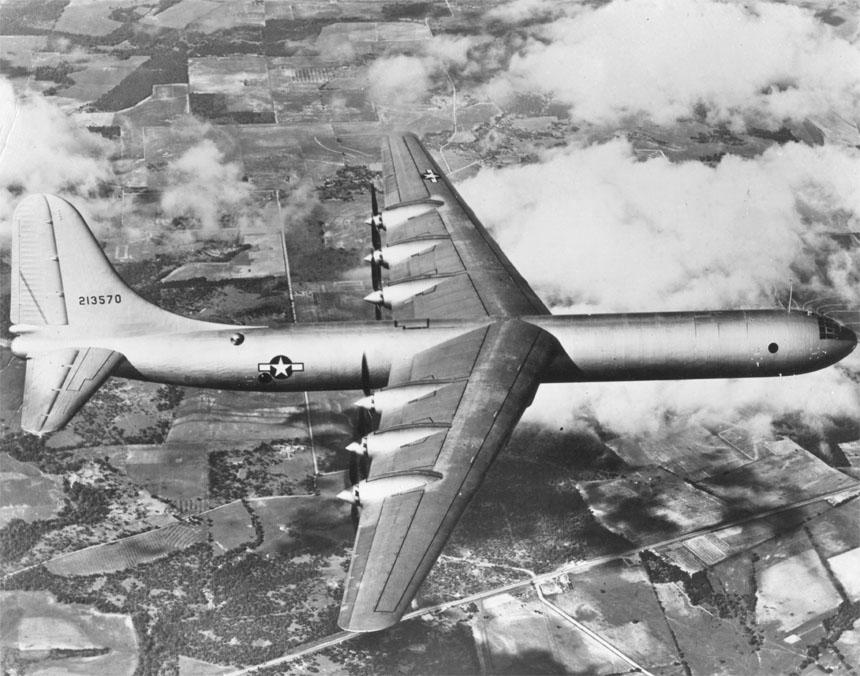
Prototyp XB-36 při prvním letu

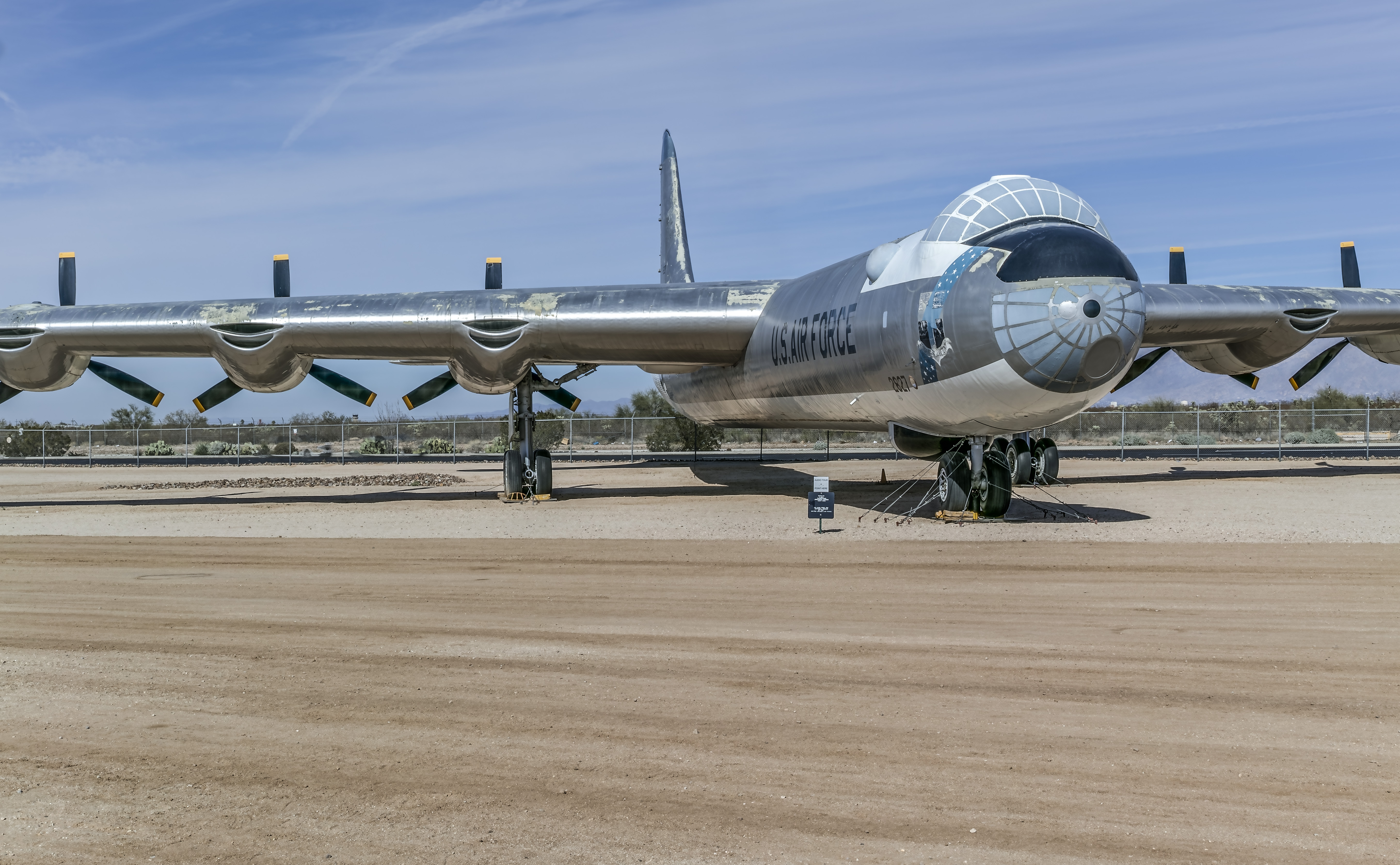
Poslední vyrobený B-36 vystavený v Pima Air & Space Museum

První prototyp XB-36 (sériové číslo 42-13570) poprvé vzlétl 8. srpna 1946 ve Fort Worth. Na palubě byli zkušební piloti Convairu Beryl Arthur Erickson a G.S. „Gus“ Green, letecký inženýr James D. „J.D.“ McEachern a šest dalších osob. Let trval 38 minut a proběhl bez komplikací. Rychlostí ani doletem nedokázal vyrovnat požadavky stanovené United States Army Air Corps v roce 1941. Druhé letadlo, YB-36, vzlétlo 4. prosince 1947. Mělo vypouklý, bublinový tvar krytu kabiny pro lepší výhled, který byl použit i na sériové stroje. Také motory použité na YB-36 byly výkonnější a efektivnější.
Od června 1948 do února 1949 bylo dodáno 22 letounů verze B-36A. Nenesly ještě žádnou obrannou výzbroj, protože ještě nebyla k dispozici. Kokpit byl zcela přepracován a zakryt velkou kopulí. Upraven byl původně jednokolový hlavní podvozek. B-36A sloužily při výcviku a po roce 1950 jich byla většina přestavěna na průzkumnou verzi RB-36E.
První verze určená pro normální operační použití byla B-36B, jejíž dodávky začaly v listopadu 1948. Tato letadla splňovala podmínky ze soutěže, ale měla velké problémy se spolehlivostí motorů, dostupností výzbroje a náhradních dílů. Pozdější modely dostaly výkonnější motory R-4360, vylepšený radar a pozměněné prostory pro posádku. Instalace proudových motorů zvýšila spotřebu paliva a tím pádem se zkrátil dolet. Vývojem raket vzduch-vzduch se staly obranné věže překonané, takže se přistoupilo k jejich demontáži. Byly také nespolehlivé. V únoru 1954 uzavřely USAF a Convair kontrakt na program „Featherweight“ pro odlehčení celého letadla.
- Programem Featherweight I se odňalo šest pohyblivých střeleckých věží a jiná obranná výzbroj
- Programem Featherweight II se odebraly všechny věci pro komfort posádky v zadním oddělení a všechno technické vybavení pro přenos parazitního stíhače XF-85
- Programem Featherweight III se realizovaly oba předchozí programy

Odnětím šesti střeleckých věží byla zredukována posádka z 15 členů na 9. Programem Featherweight III se docílil větší dolet a operační dostup minimálně 14 000 m. Konfigurace modelu B-36J-III (posledních 14 vyrobených kusů) tvořila jedna zadní radarem řízená střelecká věž, přídavné nádrže na křídlech a podvozek upravený pro zvýšení maximální hmotnosti na 190 000 kg.
Jako poslední vyrobený letoun B-36 byl dne 1. července 1954 dokončen výškový Convair B-36J-75-CF (sériové číslo 52-2827). Tento letoun byl zároveň vyřazen jako poslední (po čtyřech a půl letech služby). Dne 12. února 1959 naposledy odstartoval ze základny Biggs Army Airfield, na palubě bylo kromě osádky také deset novinových, rozhlasových a televizních reportérů. Po přistání na letišti Amon Carter Field byl B-36 slavnostně vyřazen. Ceremoniálu se zúčastnily tisíce lidí. Poslední B-36 zůstal vystaven na letišti a později jej získalo Pima Air & Space Museum v Tucsonu.

## Varianty

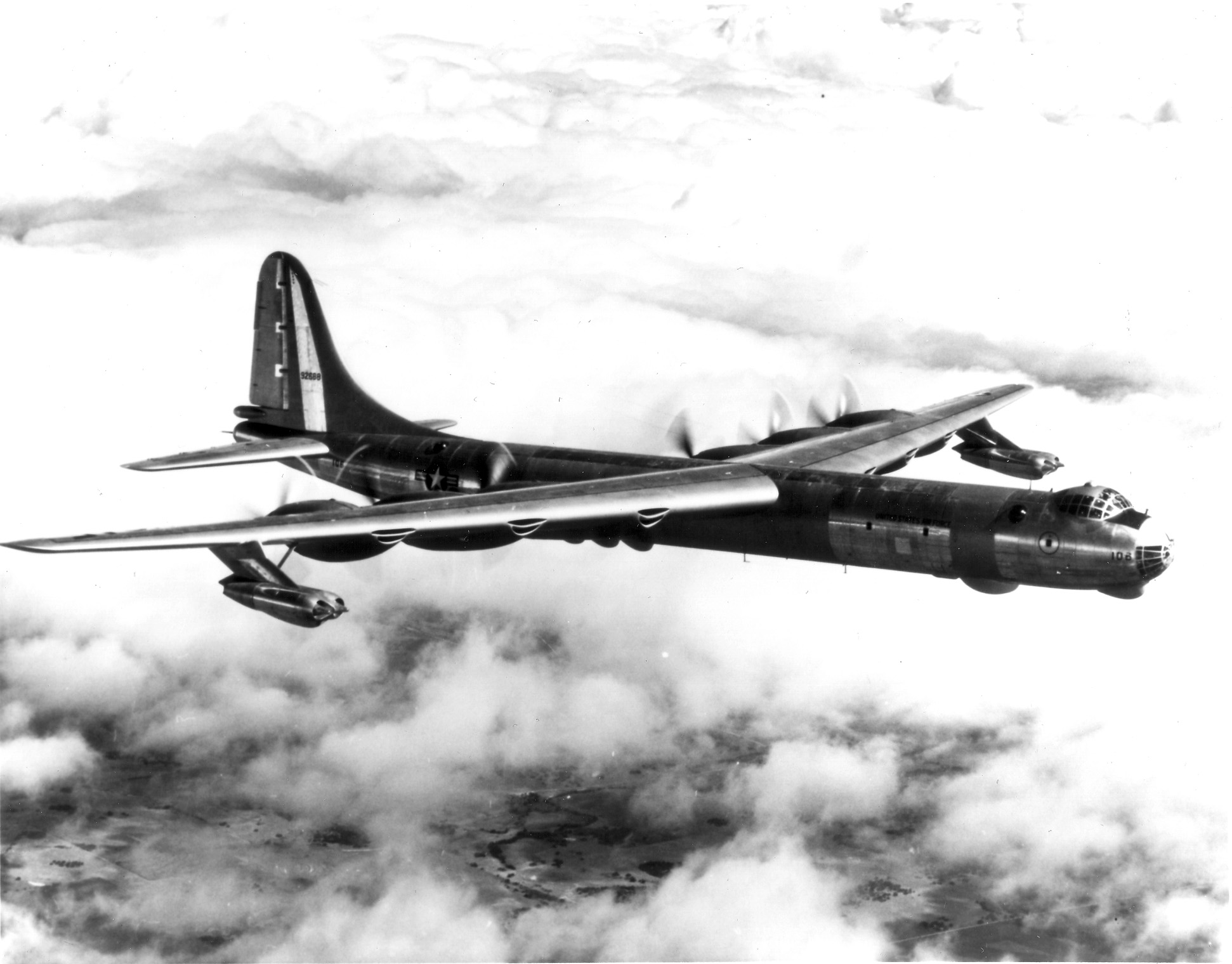
Průzkumná verze RB-36D

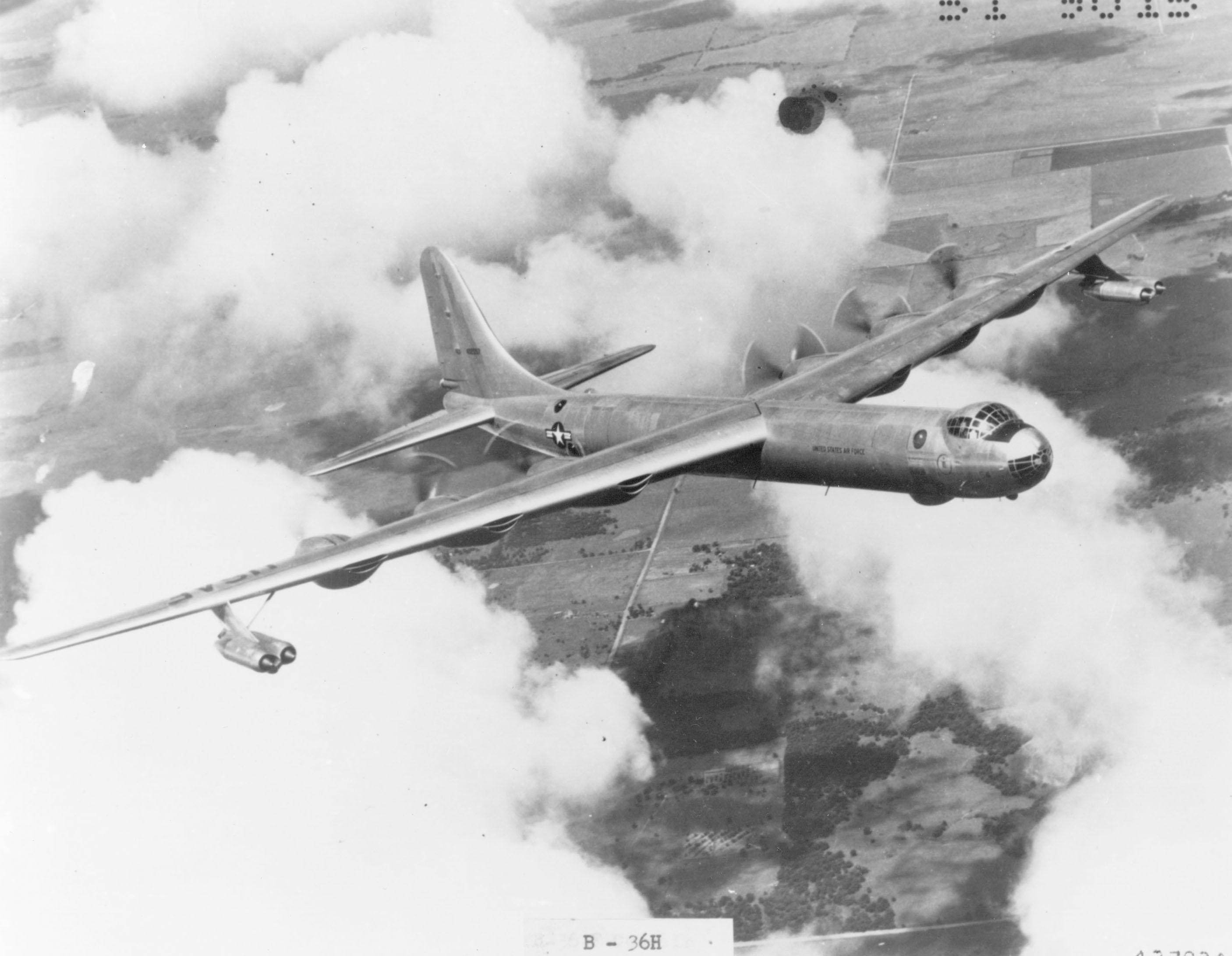
B-36H

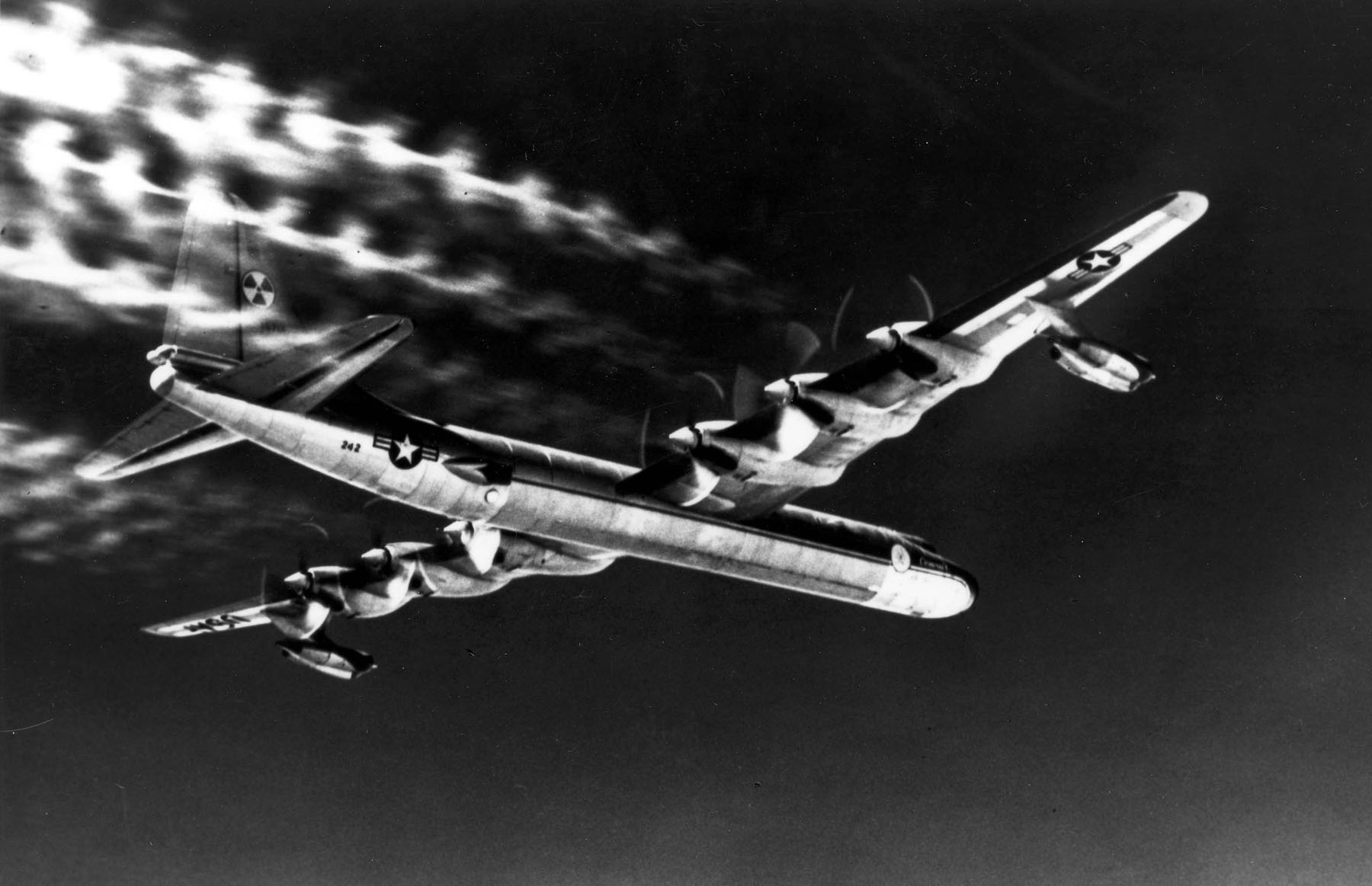
Experimentální nukleární NB-36H

XB-36
Prototyp poháněný šesti motory R-4360-25 o výkonu 2 200 kW, nevyzbrojený, jeden postavený kus
YB-36
Prototyp se změněným tvarem krytu kabiny, jeden postavený kus, pozdější YB-36A
YB-36A
YB-36 se čtyřkolovým hlavním podvozkem, později změněn na RB-36E
B-36A
Výrobní verze, nevyzbrojená, používaná pro výcvik, 22 vyrobených kusů, 21 změněných na RB-36E
B-36B
Výrobní verze s motory R-4360-41 o výkonu 2 600 kW
RB-36B
Označení pro 39 B-36 s dočasně umístěnou kamerou
B-36C
Výrobní verze YB-36 dokončena jako B-36B
B-36D
Stejná verze jako B-36B ale se čtyřmi proudovými motory J-47-GE-19, 22 vyrobených kusů a 64 kusů předělaných z verze B-36B
RB-36D
Strategická průzkumná verze s kamerami v dvou pumovnicích, 17 vyrobených kusů a 7 předělaných z B-36B
RB-36E
YB-36A a 21 kusů B-36A předělaných na standard RB-36D
B-36F
Stejná verze jako B-36D ale s motory R-4360-53 o výkonu 2 800 kW a čtyřmi proudovými motory J47-GE-19, 34 vyrobených kusů
RB-36F
Strategická průzkumná verze B-36F s větším množstvím paliva, 24 vyrobených kusů
B-36H
Stejná verze jako B-36F ale s vylepšeným kokpitem a přístroji
RB-36H
Strategická průzkumná verze B-36H, 73 vyrobených kusů
B-36J
Verze s vyšším dostupem a zpevněným podvozkem, zvětšené množství paliva, výzbroj zredukována pouze na zadní střeliště, rozmělněna posádka, 33 vyrobených kusů

### Průzkumné verze

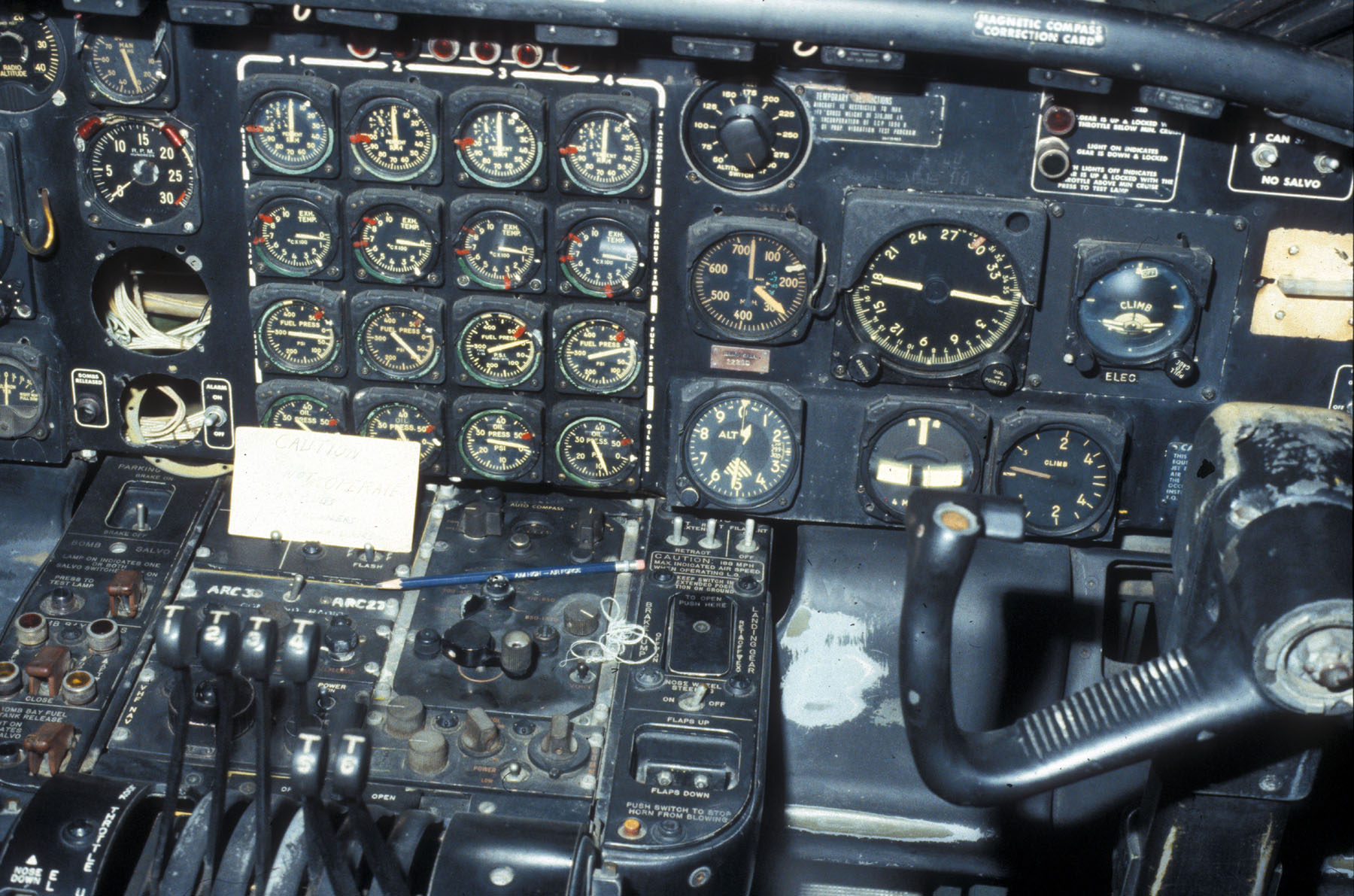
Kokpit letounu

Víc než třetina všech modelů B-36 byly určeny pro průzkum s označením RB-36. Před zavedením typu Lockheed U-2, byla RB-36 hlavním nástrojem pro fotografický průzkum nad nepřátelským územím. Bylo to jediné americké letadlo schopné doletět do Asie ze základen v USA a nést velkorozměrné kamery té doby.
RB-36 byla pro takové průzkumné akce jako stvořená. Díky vysoké hladině letu byla B-36 jen těžko dostihnutelná a velká kapacita paliva umožňovala lety s délkou více než 50 hodin. RB-36 měla přetlakovou kabinu s kamerou pro 7 členů posádky namísto přední pumovnice. Zadní pumovnice obsahovala palivové nádrže pro větší dolet. Kamery RB-36 byly schopny udělat fotografie s velmi vysokým rozlišením; např. na fotografiích golfového hřiště z výšky 12 000 m byly rozeznatelné golfové míčky. RB-36 se odlišovaly od ostatních verzí lesklým hliníkovým nátěrem části, v níž se nacházela kamera nebo různými radarovými přístroji na zadní části letadla pod trupem.

## Služba

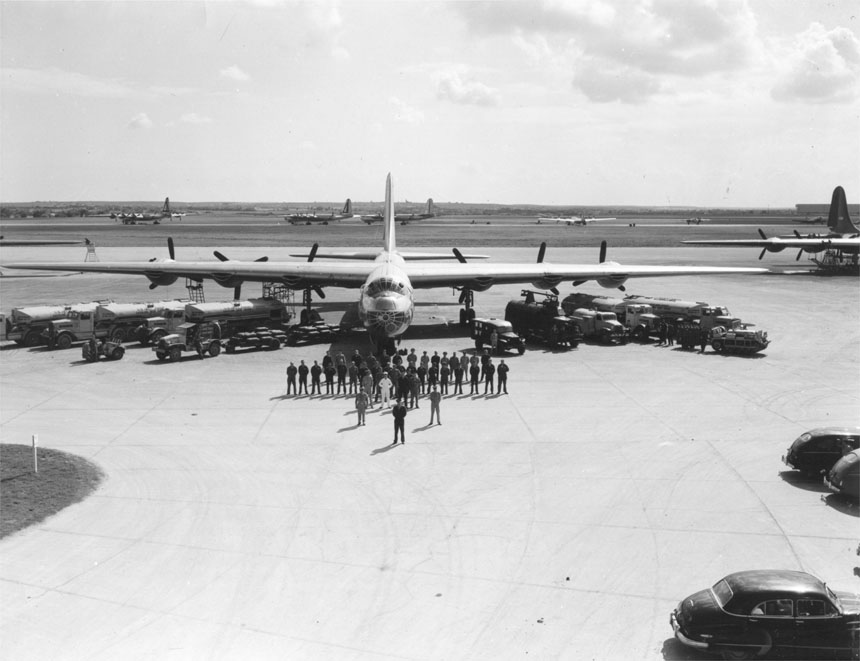
Personál a vybavení nezbytné pro údržbu a chod B-36

B-36, včetně jejích variant RGB-36, RB-36 a XC-99 byla ve službě jako součást USAF Strategic Air Command od roku 1948 do roku 1958. Hlavními jednotkami používajícími B-36 bylo 5. bombardovací křídlo a 9. strategické průzkumné křídlo na základně Fairfield-Suisun (později přejmenována na Travis) v Kalifornii, 6. bombardovací křídlo na základně Walker ve státě Nové Mexiko, 7. bombardovací křídlo a 11. bombardovací křídlo na základně Carswell v Texasu, 28. bombardovací křídlo na základně Ellsworth v Jižní Dakotě, 42. bombardovací křídlo na základně Loring v Maine, 72. bombardovací křídlo na základně Ramey na Portoriku, 92. bombardovací křídlo a 99. bombardovací křídlo na základně Fairchild ve státě Washington a 95. bombardovací křídlo na základně Biggs v Texasu.
Žádná B-36 nikdy neshodila bombu ani nevypálila na nepřítele, tj. nebyla operačně nasazena v žádném konfliktu. Během své služby ale samozřejmě sloužily jako nosiče jaderných zbraní při testech. Např. 16. listopadu 1952 byla z B-36H shozena nejsilnější čistě štěpná jaderná puma Ivy King.

### Požáry motorů
Podobně jako na jiných velkých letadlech s pístovými motory i B-36 byla náchylná k požárům. Tento problém byl ještě umocněn tlačným uspořádáním pohonu co způsobovalo namrzání karburátoru. Konstrukce motoru R-4360 předpokládala klasické použití, tedy tažné uspořádání pohonu. Při tomto způsobu použití proudí vzduch směrem – vrtule, nasávací otvor, válce, karburátor. Ten je omýván teplým vzduchem z motoru a je nepravděpodobné, že by namrzal. Neboť zde byly motory R-4360 použity v tlačném uspořádání, vzduch proudil směrem – nasávací otvor, karburátor, válce, vrtule. Karburátor byl umístěn před motorem a nepůsobil na něj teplý vzduch. Pokud byl nasávaný vzduch chladný a vlhký, způsobovalo to hromadění námrazy na sání karburátoru, což zmenšovalo množství nasávaného vzduchu a zároveň způsobovalo nárůst koncentrace palivové složky v směsi vzduch/palivo. Nespálené palivo se tak dostávalo do výfuku, kde se zapalovalo.

### Podmínky pro posádku
Cvičné mise se většinou skládaly ze dvou částí: první byl 40hodinový let následovaný údržbou a doplněním paliva na zemi; druhou byl 24hodinový let. S lehkým nákladem mohla B-36 uskutečnit 16 000 kilometrový nonstop let při rychlosti 380 km/h. Ta se s použitím proudových motorů mohla zvýšit až na 650 km/h, ale na úkor doletu. Při 40hodinovém letu pomocí proudových motorů pouze na start a výstup do potřebné výšky byl dolet zhruba 15 000 km.
B-36 nebylo letadlo, ve kterém by se létalo obzvláště příjemně. Navzdory obrovským vnějším rozměrům byly přetlakové prostory pro 15 členů posádky v plné výstroji relativně stísněné, zejména při dlouhých letech.
V případě bojových letů během války by byly lety většinou jednosměrné, tzn. start ze základen na Aljašce nebo Grónsku, přelet nad SSSR a přistání v Evropě nebo na Blízkém východě. Největší obavy posádek byly ohledně schopnosti přežití následků účinků zbraní, které nesly na palubách svých letadel. Vyvstávaly z relativně nízké únikové rychlosti letadla z oblasti použití těchto extrémně ničivých zbraní. Tyto obavy byly potvrzeny i při testech Operation Castle z roku 1954, při nichž byly poškozeny B-36 při simulaci úniku z dosahu 15-megatunové exploze.

### Vyřazení ze služby
Operační použití B-36 skončilo zejména z těchto důvodů:
- Do výzbroje postupně přicházely proudové bombardéry s dlouhým doletem jako Boeing B-47 a Boeing B-52, které dosahovaly víc než dvojnásobnou rychlost B-36
- Postupné vylepšování proudových stíhacích letounů (zvyšování rychlosti a dostupu)
- Vývoj radarem řízených raket země-vzduch schopných dosáhnout výšky přes 20 000 m
- Drak letadla (speciální křídla) byl náchylný k únavě materiálu

B-36 byla přebírána ze služby poté, co ji začala od roku 1955 postupně nahrazovat B-52. Poslední dosloužila v roce 1959.

### Dochované exempláře

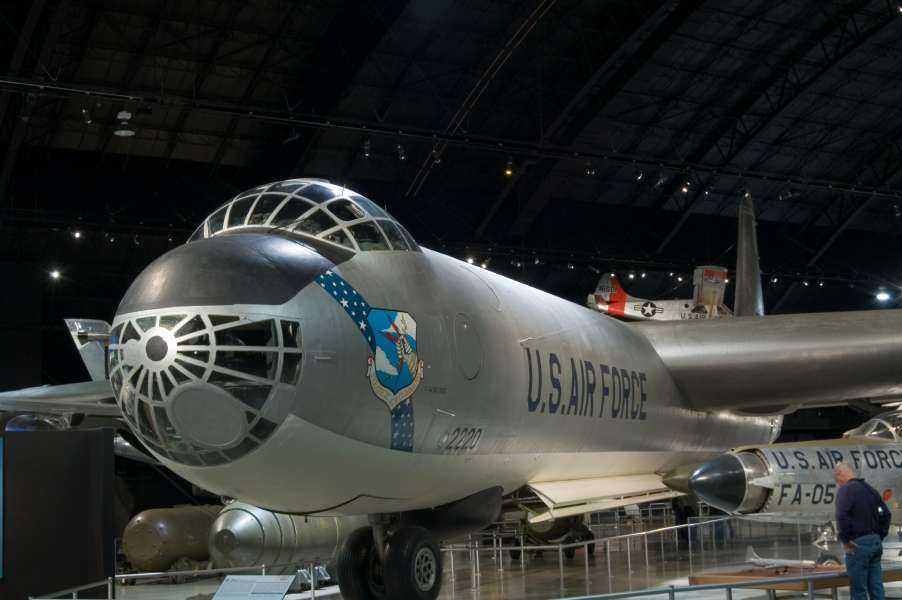
B-36J (č. p. 52-2220) vystaven v National Museum of the United States Air Force

Do dnešního dne se zachovaly čtyři exempláře B-36:
- RB-36H (č. p. 51-13730) je vystaven v Castle Air Museum v Atwater, stát Kalifornie
- B-36J (č. p. 52-2217) je vystaven v Strategic Air and Space Museum u města Ashland, stát Nebraska
- B-36J (č. p. 52-2220) je vystaven v National Museum of the United States Air Force na základně Wright-Patterson u města Dayton, stát Ohio
- B-36J (č. p. 52-2827) – poslední vyrobený kus B-36 je vystaven v Pima Air & Space Museum při základně Davis-Monthan v Arizoně, kde prošel restauračními pracemi

## Nehody a incidenty
Běhe služby bylo při nehodách ztraceno 27 letounů B-36. Zahynulo 165 členů posádek. Byly také zapojeny do dvou incidentů „Broken Arrow“:
- 13. února 1950 – B-36B (sériové číslo 44-92075) havaroval v neobydlené oblasti Britské Kolumbie. Než jej posádka opustila na padácích, odhodila jadernou pumu Mark 4, která však neobsahovala plutoniové jádro. Byla to historicky první ztráta americké jaderné zbraně. Při incidentu zemřelo pět mužů ze sedmnáctičlenné posádky. Samotný vrak bombardéru byl náhodou nalezen roku 1953.

- 22. května 1957 bombardér B-36 omylem shodil vodíkovou bombu Mark 17 na opuštěné území při přistávání na základně Kirtland v Albuquerque ve státě Nové Mexiko. Aktivovala se pouze konvenční rozbuška, samotná bomba odjištěna nebyla. Tyto incidenty byly po desetiletí utajovány.

## Specifikace (B-36J-III)

### Technické údaje
- Osádka: 15
- Rozpětí: 70,1 m
- Délka: 49,4 m
- Výška: 14,25 m
- Nosná plocha: 443,3 m²
- Plošné zatížení: 272,3 kg/m²
- Hmotnost prázdného stroje: 77 580 kg
- Vzletová hmotnost: 120 700 kg
- Maximální vzletová hmotnost: 190 000 kg
- Pohonné jednotky:
  - 4× proudový motor General Electric J47 ve dvou gondolách, každý o tahu 23 kN
  - 6× hvězdicový motor Pratt & Whitney R-4360-53 „Wasp Major“, každý o výkonu 3 800 hp (2 500 kW)

### Výkony
- Maximální rychlost: 685 km/h
- Cestovní rychlost: 380 km/h (s vypnutými proudovými motory)
- Dostup: 15 000 m
- Stoupavost: 9,75 m/s
- Dolet:
  - Bojový: 11 000 km
  - Přeletový: 16 000 km

### Výzbroj
- Kanóny: 16× 20mm kanón M24A1
- Pumy: 39 000 kg